# 黑手雀鯛
黑手雀鯛（學名：Pomacentrus nigromanus），是輻鰭魚綱鱸形目雀鯛科雀鯛屬的其中一種，分布於中西太平洋印尼、菲律賓、帛琉、西澳大利亞、巴布亞新幾內亞、新不列顛、索羅門群島與萬那度海域，深度6至60公尺，本魚體呈橢圓形且側扁，吻部圓鈍，體被櫛鱗，體色為灰色，背鰭軟條、臀鰭軟條、尾柄及尾鰭鮮黃色，胸鰭基部有一大黑斑，背鰭硬棘部黑色，頭部及鰓蓋有亮藍色點，背鰭硬棘13枚、背鰭軟條13-14枚、臀鰭硬棘2枚、臀鰭軟條14-15枚，體長可達9公分，棲息在潟湖、珊瑚礁，以浮游生物為食，繁殖期時成對出現，雄魚會守護卵直到孵化，生活習性不明，可做為觀賞魚。